# Горњи Крупац
Горњи Крупац је насеље у Србији у општини Алексинац у Нишавском округу. Према попису из 2022. било је 277 становника (према попису из 1991. било је 617 становника).
Горњи Крупац се налази у подножју планине Озрен. У селу постоји извор са лековитом водом, а од Соко бање је удаљен 25 km. Сеоска слава је свети Илија (2. август).

## Демографија
У насељу Горњи Крупац живи 439 пунолетних становника, а просечна старост становништва износи 50,3 година (50,0 код мушкараца и 50,6 код жена). У насељу има 171 домаћинство, а просечан број чланова по домаћинству је 2,98.
Ово насеље је скоро у потпуности насељено Србима (према попису из 2002. године), а у последња три пописа, примећен је пад у броју становника.
|  |

| Демографија | Демографија | Демографија |
| Година      | Становника  | Становника  |
| ----------- | ----------- | ----------- |
| 1948.       | 1.048       |             |
| 1953.       | 1.087       |             |
| 1961.       | 1.050       |             |
| 1971.       | 965         |             |
| 1981.       | 790         |             |
| 1991.       | 617         | 613         |
| 2002.       | 510         | 517         |

| Етнички састав према попису из 2002.‍ | Етнички састав према попису из 2002.‍ | Етнички састав према попису из 2002.‍ | Етнички састав према попису из 2002.‍ | Етнички састав према попису из 2002.‍ |
| ------------------------------------ | ------------------------------------ | ------------------------------------ | ------------------------------------ | ------------------------------------ |
|                                      |                                      |                                      |                                      |                                      |
| Срби                                 | Срби                                 |                                      | 505                                  | 99,01%                               |
| Словенци                             | Словенци                             |                                      | 2                                    | 0,39%                                |
| непознато                            | непознато                            |                                      | 3                                    | 0,58%                                |

| Година пописа     | 1948. | 1953. | 1961. | 1971. | 1981. | 1991. | 2002. |
| ----------------- | ----- | ----- | ----- | ----- | ----- | ----- | ----- |
| Број домаћинстава | 171   | 187   | 210   | 212   | 197   | 179   | 171   |

| Број чланова      | 1  | 2  | 3  | 4  | 5  | 6  | 7 | 8 | 9 | 10 и више | Просек |
| ----------------- | -- | -- | -- | -- | -- | -- | - | - | - | --------- | ------ |
| Број домаћинстава | 42 | 58 | 20 | 10 | 11 | 20 | 5 | 4 | 0 | 1         | 2,98   |

| Пол    | Укупно | Неожењен/Неудата | Ожењен/Удата | Удовац/Удовица | Разведен/Разведена | Непознато |
| ------ | ------ | ---------------- | ------------ | -------------- | ------------------ | --------- |
| Мушки  | 233    | 39               | 159          | 31             | 4                  | 0         |
| Женски | 217    | 16               | 157          | 41             | 3                  | 0         |
| УКУПНО | 450    | 55               | 316          | 72             | 7                  | 0         |

| Пол    | Укупно                    | Пољопривреда, лов и шумарство | Рибарство                            | Вађење руде и камена | Прерађивачка индустрија       |
| ------ | ------------------------- | ----------------------------- | ------------------------------------ | -------------------- | ----------------------------- |
| Мушки  | 181                       | 156                           | 0                                    | 0                    | 1                             |
| Женски | 126                       | 117                           | 0                                    | 0                    | 0                             |
| УКУПНО | 307                       | 273                           | 0                                    | 0                    | 1                             |
| Пол    | Производња и снабдевање   | Грађевинарство                | Трговина                             | Хотели и ресторани   | Саобраћај, складиштење и везе |
| Мушки  | 1                         | 3                             | 1                                    | 1                    | 5                             |
| Женски | 0                         | 0                             | 2                                    | 0                    | 0                             |
| УКУПНО | 1                         | 3                             | 3                                    | 1                    | 5                             |
| Пол    | Финансијско посредовање   | Некретнине                    | Државна управа и одбрана             | Образовање           | Здравствени и социјални рад   |
| Мушки  | 0                         | 0                             | 4                                    | 2                    | 3                             |
| Женски | 0                         | 0                             | 0                                    | 1                    | 5                             |
| УКУПНО | 0                         | 0                             | 4                                    | 3                    | 8                             |
| Пол    | Остале услужне активности | Приватна домаћинства          | Екстериторијалне организације и тела | Непознато            | Непознато                     |
| Мушки  | 0                         | 0                             | 0                                    | 4                    | 4                             |
| Женски | 0                         | 0                             | 0                                    | 1                    | 1                             |
| УКУПНО | 0                         | 0                             | 0                                    | 5                    | 5                             |